# Heftrich
Heftrich ist ein Stadtteil von Idstein im südhessischen Rheingau-Taunus-Kreis. Nach der Kernstadt Idstein und Wörsdorf ist Heftrich mit rund 1500 Einwohnern der drittgrößte der elf Idsteiner Stadtteile.

## Geographische Lage
Heftrich liegt östlich der Kernstadt Idstein in einer Talmulde im Quellgebiet des Schlabachs, einem linken südlichen Zufluss des Emsbachs bei Esch, an der Wasserscheide zwischen Lahn und Main im östlichen Hintertaunus. Auf dieser Wasserscheide im Süden der Gemarkung verläuft der Römische Limes. Hier liegt mit rund 351 Meter Höhe einer der niedrigsten Übergänge über den zentralen Taunushauptkamm. Genau an diesem Übergang wurde seinerzeit das römische Kastell Alteburg errichtet.
Heftrich grenzt im Norden an die Waldemser Stadtteile Esch und Bermbach (Rheingau-Taunus-Kreis), im Osten an den Idsteiner Stadtteil Kröftel (Rheingau-Taunus-Kreis), im Südosten an den Glashüttener Gemeindeteil Schloßborn (Hochtaunuskreis), im Süden an den Eppsteiner Stadtteil Ehlhalten (Main-Taunus-Kreis), im Südwesten an den Idsteiner Stadtteil Lenzhahn, sowie im Westen an die Kernstadt Idstein.

## Geschichte

### Historische Namensformen
In erhaltenen Urkunden wurde Heftrich unter den folgenden Namen erwähnt (in Klammern das Jahr der Erwähnung):
- Heftercho (1234)
- Heftriche (1247)
- Heftherich (1320)
- Heftrich (1342)
- Hefterich (1368)
- Hefftrich (1406)
- Helfferich (1421)
- Hestrich (1475)
- Hefftdrich (1569)
- Heffterich (1600/20)

### Chronik
Heftrich, beziehungsweise seine Kirche wurde, als älteste bekannte Erwähnung, im Jahre 1234 in einem Patronatsstreit genannt. Im Jahre 1367 erlangte Heftrich Stadtrechte, die bis 1775 bestanden.
Zwischen 1912 und 1925 wurde in Heftrich aufgrund von Erzfunden ein Blei- und Kupferbergwerk betrieben, das jedoch aus wirtschaftlichen Gründen wieder eingestellt wurde.

### Territorialgeschichte und Verwaltung im Überblick
Die folgende Liste zeigt im Überblick die Territorien, in denen Heftrich lag, bzw. die Verwaltungseinheiten, denen es unterstand:
- vor 1721: Heiliges Römisches Reich, Grafschaft Nassau-Idstein, Amt Idstein
- ab 1721: Heiliges Römisches Reich, Grafschaft Nassau-Ottweiler, Amt Idstein
- ab 1728: Heiliges Römisches Reich, Fürstentum Nassau-Usingen, Amt Idstein
- 1787: Heiliges Römisches Reich, Fürstentum Nassau-Usingen, Oberamt oder Herrschaft Idstein
- ab 1806: Herzogtum Nassau, Amt Idstein
- 1812: Herzogtum Nassau, Regierungsbezirk Wiesbaden, Amt Idstein
- ab 1816: Deutscher Bund, Herzogtum Nassau, Amt Idstein
- ab 1849: Deutscher Bund, Herzogtum Nassau, Regierungsbezirk Wiesbaden, Kreisamt Langen-Schwalbach (Justizamt Idstein)
- ab 1854: Deutscher Bund, Herzogtum Nassau, Regierungsbezirk Wiesbaden, Justiz- und Verwaltungsamt Idstein
- ab 1867/68: Königreich Preußen, Provinz Hessen-Nassau, Regierungsbezirk Wiesbaden, Untertaunuskreis (Trennung von Justiz (Amtsgericht Idstein) und Verwaltung)
- ab 1871: Deutsches Reich, Königreich Preußen, Provinz Hessen-Nassau, Regierungsbezirk Wiesbaden, Untertaunuskreis
- ab 1918: Deutsches Reich, Freistaat Preußen, Provinz Hessen-Nassau, Regierungsbezirk Wiesbaden, Untertaunuskreis
- ab 1944: Deutsches Reich, Freistaat Preußen, Provinz Nassau, Untertaunuskreis
- ab 1945: Amerikanische Besatzungszone, Groß-Hessen, Regierungsbezirk Wiesbaden, Untertaunuskreis
- ab 1949: Bundesrepublik Deutschland, Land Hessen (ab 1946), Untertaunuskreis
- ab 1968: Bundesrepublik Deutschland, Regierungsbezirk Darmstadt, Untertaunuskreis
- am 31. Dezember 1971 als Stadtteil zu Idstein
- ab 1977: Bundesrepublik Deutschland, Regierungsbezirk Darmstadt, Rheingau-Taunus-Kreis

### Gebietsreform
Im Zuge der Gebietsreform in Hessen schloss sich die bis dahin selbständige Gemeinde Heftrich zum 31. Dezember 1971 freiwillig der Stadt Idstein an.  Für den Stadtteil Heftrich wurde, wie für die übrigen Stadtteile von idstein, ein Ortsbezirk mit Ortsbeirat und Ortsvorsteher nach der Hessischen Gemeindeordnung eingerichtet.

### Einwohnerentwicklung

#### Einwohnerzahlen
- 1566: 51 Haushaltungen[1]

| Heftrich: Einwohnerzahlen von 1821 bis 2020 | Heftrich: Einwohnerzahlen von 1821 bis 2020 | Heftrich: Einwohnerzahlen von 1821 bis 2020 | Heftrich: Einwohnerzahlen von 1821 bis 2020 | Heftrich: Einwohnerzahlen von 1821 bis 2020 |
| --- | ------------------------------------------- | ------------------------------------------- | ------------------------------------------- | ------------------------------------------- |
| Jahr |                                             |                                             |                                             | Einwohner                                   |
| 1821 | 1821                                        |                                             | 409                                         | 409                                         |
| 1834 | 1834                                        |                                             | 498                                         | 498                                         |
| 1840 | 1840                                        |                                             | 511                                         | 511                                         |
| 1846 | 1846                                        |                                             | 579                                         | 579                                         |
| 1852 | 1852                                        |                                             | 617                                         | 617                                         |
| 1858 | 1858                                        |                                             | 627                                         | 627                                         |
| 1864 | 1864                                        |                                             | 628                                         | 628                                         |
| 1871 | 1871                                        |                                             | 661                                         | 661                                         |
| 1875 | 1875                                        |                                             | 671                                         | 671                                         |
| 1885 | 1885                                        |                                             | 678                                         | 678                                         |
| 1895 | 1895                                        |                                             | 669                                         | 669                                         |
| 1905 | 1905                                        |                                             | 641                                         | 641                                         |
| 1910 | 1910                                        |                                             | 638                                         | 638                                         |
| 1925 | 1925                                        |                                             | 652                                         | 652                                         |
| 1939 | 1939                                        |                                             | 632                                         | 632                                         |
| 1946 | 1946                                        |                                             | 906                                         | 906                                         |
| 1950 | 1950                                        |                                             | 920                                         | 920                                         |
| 1956 | 1956                                        |                                             | 807                                         | 807                                         |
| 1961 | 1961                                        |                                             | 836                                         | 836                                         |
| 1967 | 1967                                        |                                             | 994                                         | 994                                         |
| 1970 | 1970                                        |                                             | 1.014                                       | 1.014                                       |
| 1980 | 1980                                        |                                             | ?                                           | ?                                           |
| 1990 | 1990                                        |                                             | ?                                           | ?                                           |
| 2000 | 2000                                        |                                             | ?                                           | ?                                           |
| 2011 | 2011                                        |                                             | 1.422                                       | 1.422                                       |
| 2014 | 2014                                        |                                             | 1.553                                       | 1.553                                       |
| 2020 | 2020                                        |                                             | 1.582                                       | 1.582                                       |
| Datenquelle: Historisches Gemeindeverzeichnis für Hessen: Die Bevölkerung der Gemeinden 1834 bis 1967. Wiesbaden: Hessisches Statistisches Landesamt, 1968. Weitere Quellen: LAGIS; Stadt Idstein:; Zensus 2011 |                                             |                                             |                                             |                                             |

#### Einwohnerstruktur
Nach den Erhebungen des Zensus 2011 lebten am Stichtag dem 9. Mai 2011 in Heftrich 1422 Einwohner. Darunter waren 81 (5,7 %) Ausländer.
Nach dem Lebensalter waren 255 Einwohner unter 18 Jahren, 567 zwischen 18 und 49, 312 zwischen 50 und 64 und 288 Einwohner waren älter.
Die Einwohner lebten in 624 Haushalten. Davon waren 162 Singlehaushalte, 195 Paare ohne Kinder und 189 Paare mit Kindern, sowie 66 Alleinerziehende und 15 Wohngemeinschaften. In 129 Haushalten lebten ausschließlich Senioren und in 417 Haushaltungen lebten keine Senioren.

#### Religionszugehörigkeit
| • 1895: | 673 evangelische (= 99,25 %), 4 katholische (= 0,59 %), ein jüdischew (= 0,15 %) Einwohner |
| • 1961: | 700 evangelische (= 83,73 %), 132 katholische (= 15,79 %) Einwohner                        |

## Kultur und Sehenswürdigkeiten

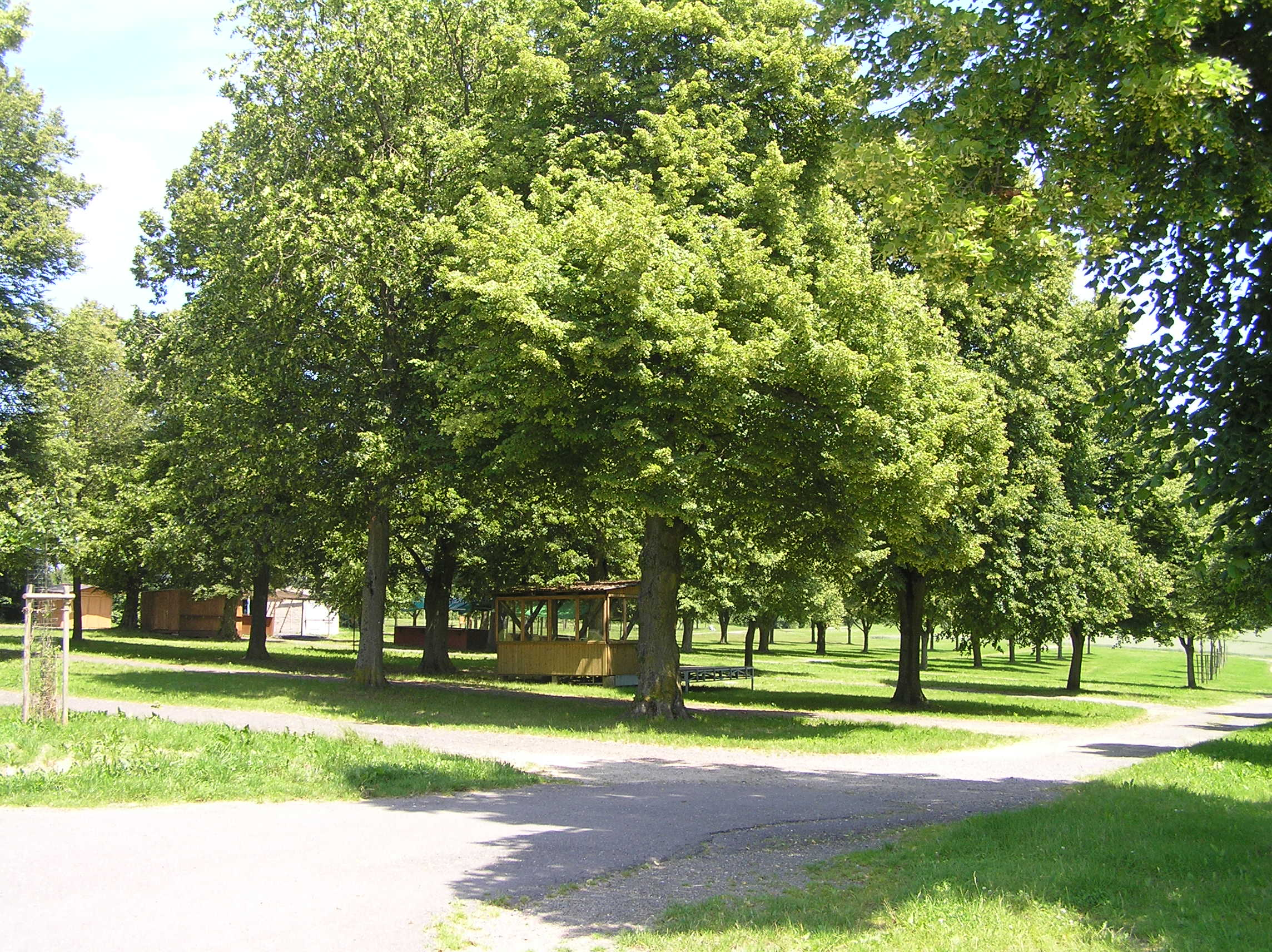
Alteburger Markgelände

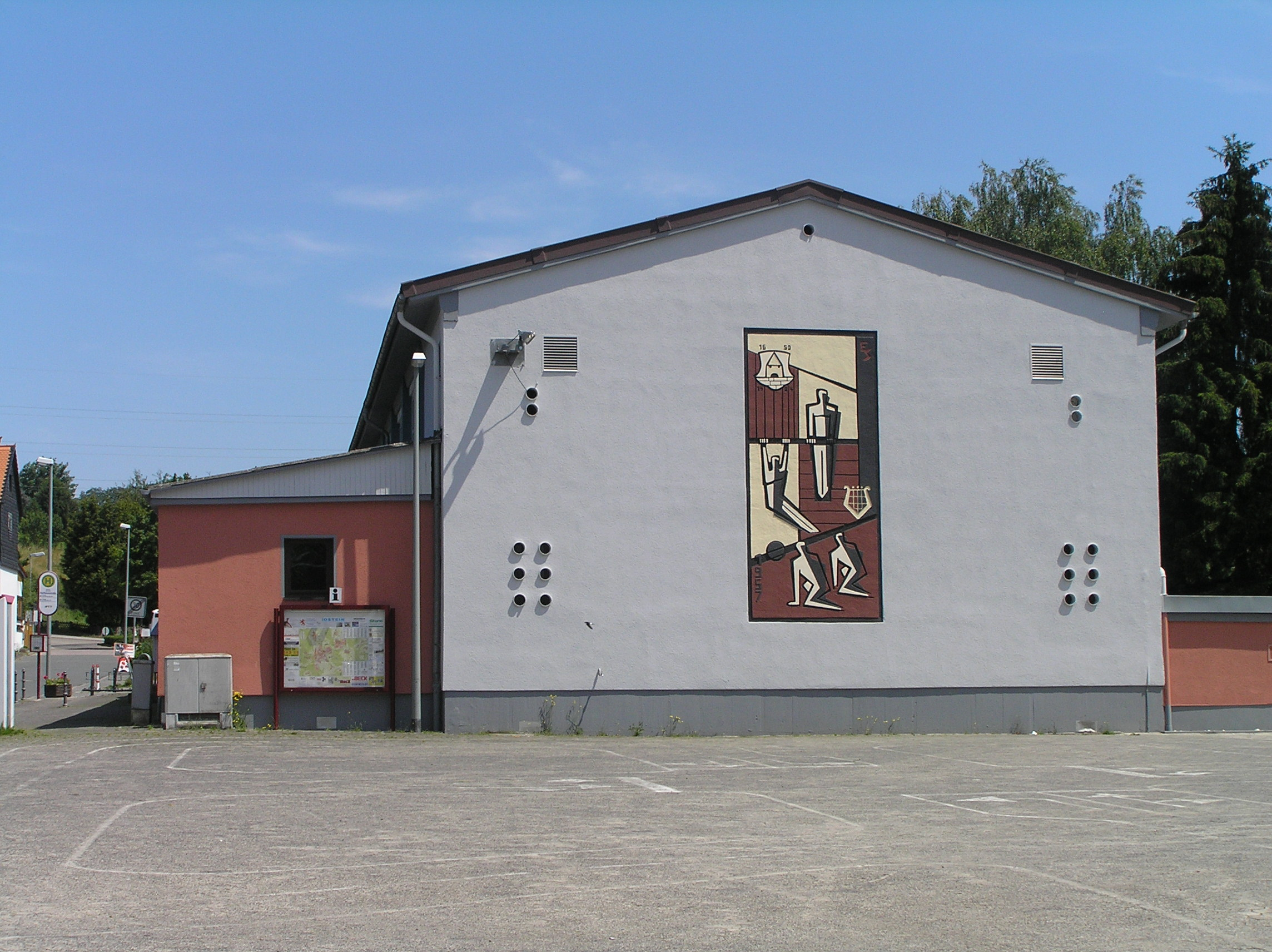
Willi-Mohr-Halle

### Bauwerke
Für die Kulturdenkmäler des Ortes siehe die Liste der Kulturdenkmäler in Heftrich.
Die Gemarkung Heftrich wurde vom 86 n. Chr. begonnenen Limes durchzogen. Der Ort Heftrich lag auf der germanischen Seite. Südlich von Heftrich befand sich das Kastell Alteburg, von dem jedoch keine Reste mehr ersichtlich sind. Auf dem Gelände dieses Limeskastells findet dreimal jährlich der überregional bekannte Alteburger Markt statt.
Die evangelische Kirche wurde von 1737 bis 1739 in der Bauform einer Querkirche errichtet.
In der Willi-Mohr-Halle hängt eine Scheibe der Schinderhannes-Eiche, die, über 300 Jahre alt, 1975 vom Sturm geworfen wurde. Unter anderem soll der Schinderhannes im Jahre 1801 in seinem berühmten Erpresserbrief an den Fuchsmüller jenen angewiesen haben, unter dem am Weg nach Born (heute Glashütten-Schloßborn) befindlichen Baum einige Dinge abzulegen, wollte er nicht den "roten Gickel" auf die Mühle holen, also sich nicht die Mühle anzünden lassen.

### Regelmäßige Veranstaltungen
Das jährlich am 1. Mai stattfindende Radrennen Rund um den Henninger-Turm, das ein Ein-Tages-Rennen ist, führt von Eppstein kommend über den Heftricher Kreisel weiter nach Kröftel.
Ebenfalls jährlich, jedoch an Christi Himmelfahrt, findet das vom SV Heftrich ausgerichtete Fußballturnier für Hobbymannschaften statt.
Ein weiteres großes Fest in Heftrich ist die im Herbst stattfindende Kerb, die mit zwei Kerbeumzügen und einem kleinen Jahrmarkt begangen wird. Die Kerb wird mit dem traditionellen Fackelzug am Freitagabend eingeläutet.
Neben dem deutlich größeren Idsteiner Weihnachtsmarkt veranstaltet auch Heftrich einen eigenen, kleineren Weihnachtsmarkt, auf dem die örtlichen Organisationen (Vereine, Schule und Kindergärten, sowie Lokale) ausstellen.

### Sport
Die gemischte Faustballstaffel hat bereits überregionale Aufmerksamkeit erlangt.

### Kriegerdenkmale
Gegenüber Schule und Friedhof befinden sich drei Kriegerdenkmale. Links befindet sich das Denkmal für den Deutsch-Französischen Krieg 1870/71 und die Reichsgründung. Das von einem Adler gekrönte Denkmal nennt die Namen der Heftricher Kriegsteilnehmer und zeigt die Inschrift „Aus Kampfes Nacht – Der Sonne gleich – Stieg auf mit Macht – Das Deutsche Reich“. An die Gefallenen des Ersten Weltkriegs erinnert ein schwarzer Obelisk. In der Mitte befindet sich wuchtig aus Beton das Mahnmal an die Toten des Zweiten Weltkriegs.

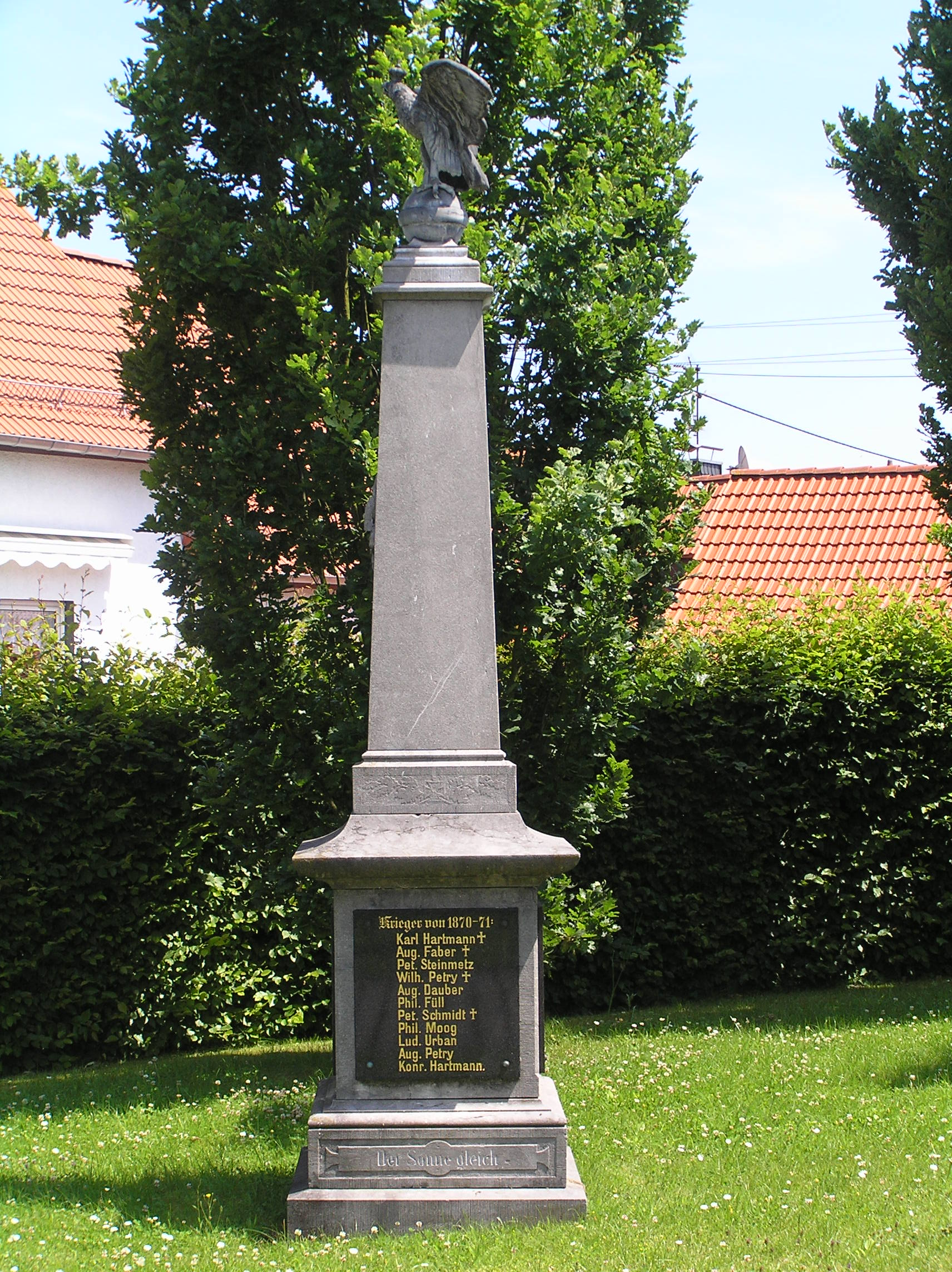
Kriegerdenkmal 1870/71
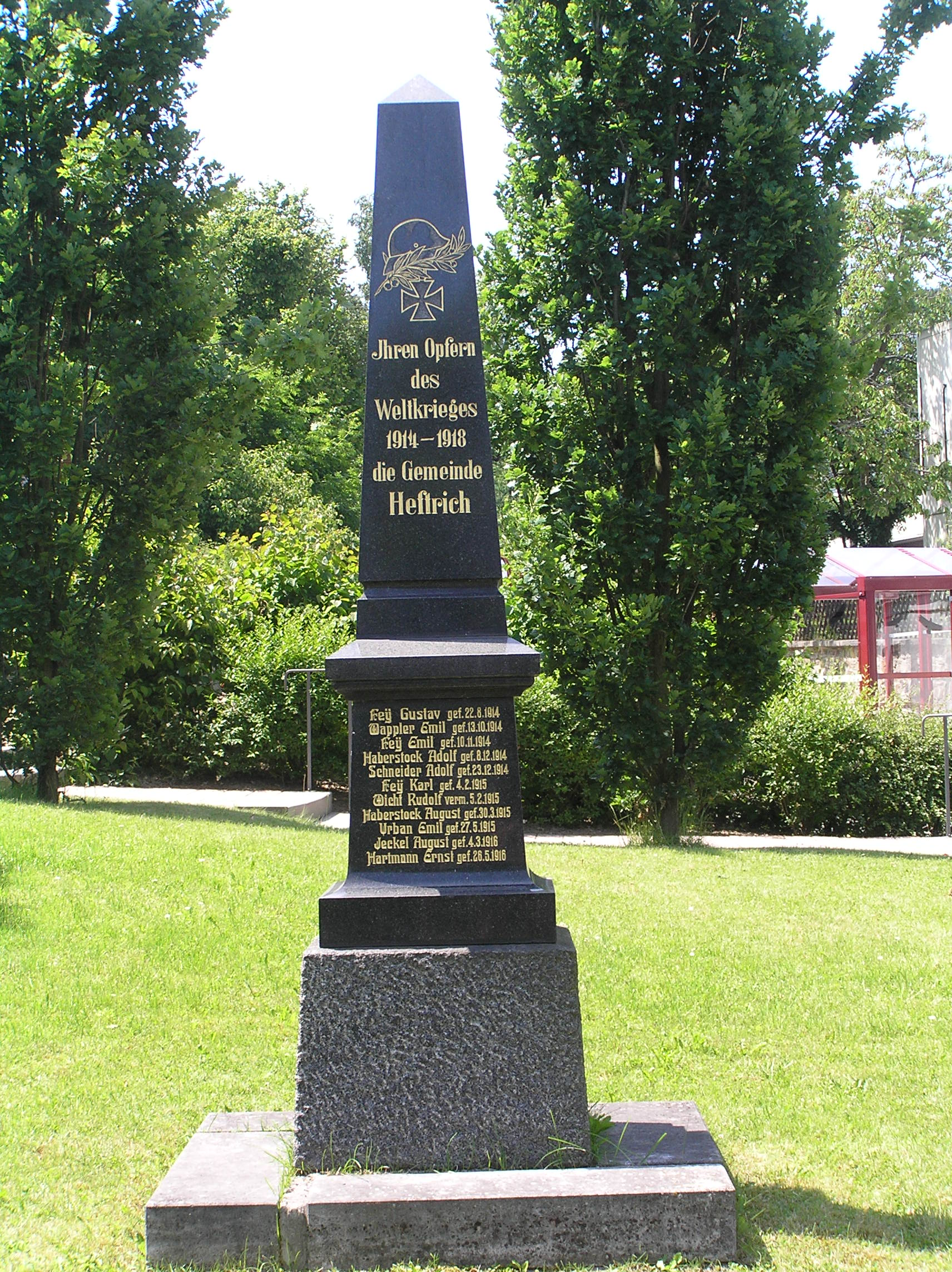
Kriegerdenkmal Erster Weltkrieg
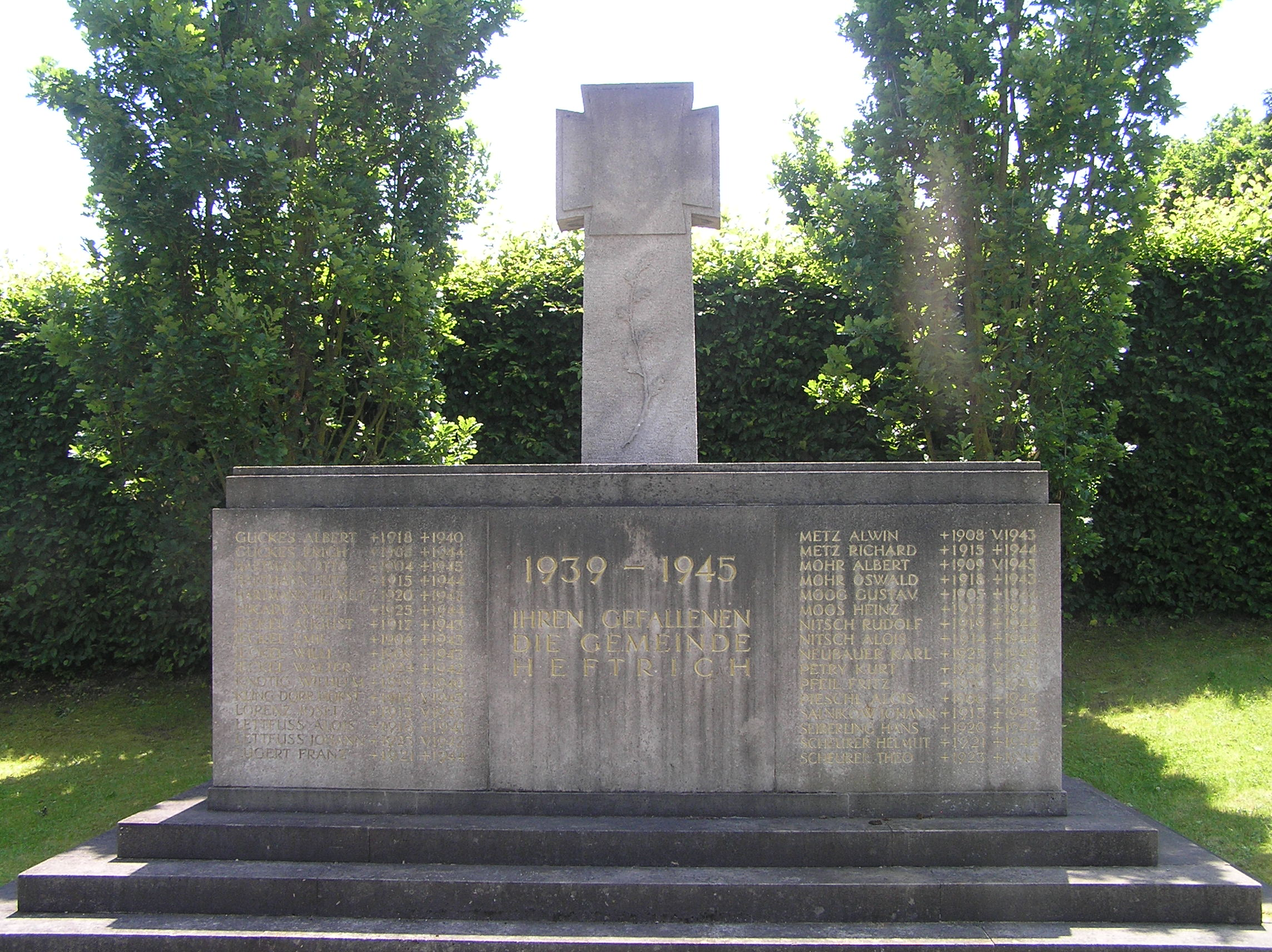
Kriegerdenkmal Zweiter Weltkrieg

## Wirtschaft und Infrastruktur

### Verkehr
Die verkehrsgünstige Lage hat Heftrich zu einem Straßenknotenpunkt werden lassen. In der West-Ost-Richtung führt die Landesstraße L 3023, teilweise als Südumfahrung, von der Kernstadt Idstein her weiter nach Kröftel und Oberems im Osten mit einem Abzweig nach Nieder-Oberrod als Kreisstraße K 717. Nach der Alteburg, nach Lenzhahn und Oberseelbach in südwestliche Richtung geht die L 3273. Nach Ehlhalten im Süden und Esch im Norden geht die L 3011. Kurz vor Esch zweigt die K 715 nach Bermbach ab. Nördlich von Bermbach und durch Esch verläuft die B 275, über die Heftrich unter Umfahrung der Kernstadt an die westlich von Idstein verlaufende Bundesautobahn 3 angebunden ist.

### Bildung
1838/39 wurde das klassizistische Schulgebäude errichtet. Genutzt wurden die Steine der ehemaligen Stadtmauer, die wiederum aus Resten des Römerkastells erbaut wurde. Seit Ende der 1960er Jahre bildet die Schule eine Mittelpunktgrundschule. Die notwendigen zusätzlichen Räume wurden in einem Neubau hinter dem klassizistischen Altbau gebaut. Der Altbau wurde 1993/94 saniert. Die Grundschule von Heftrich trägt den Namen Alteburgschule Heftrich.

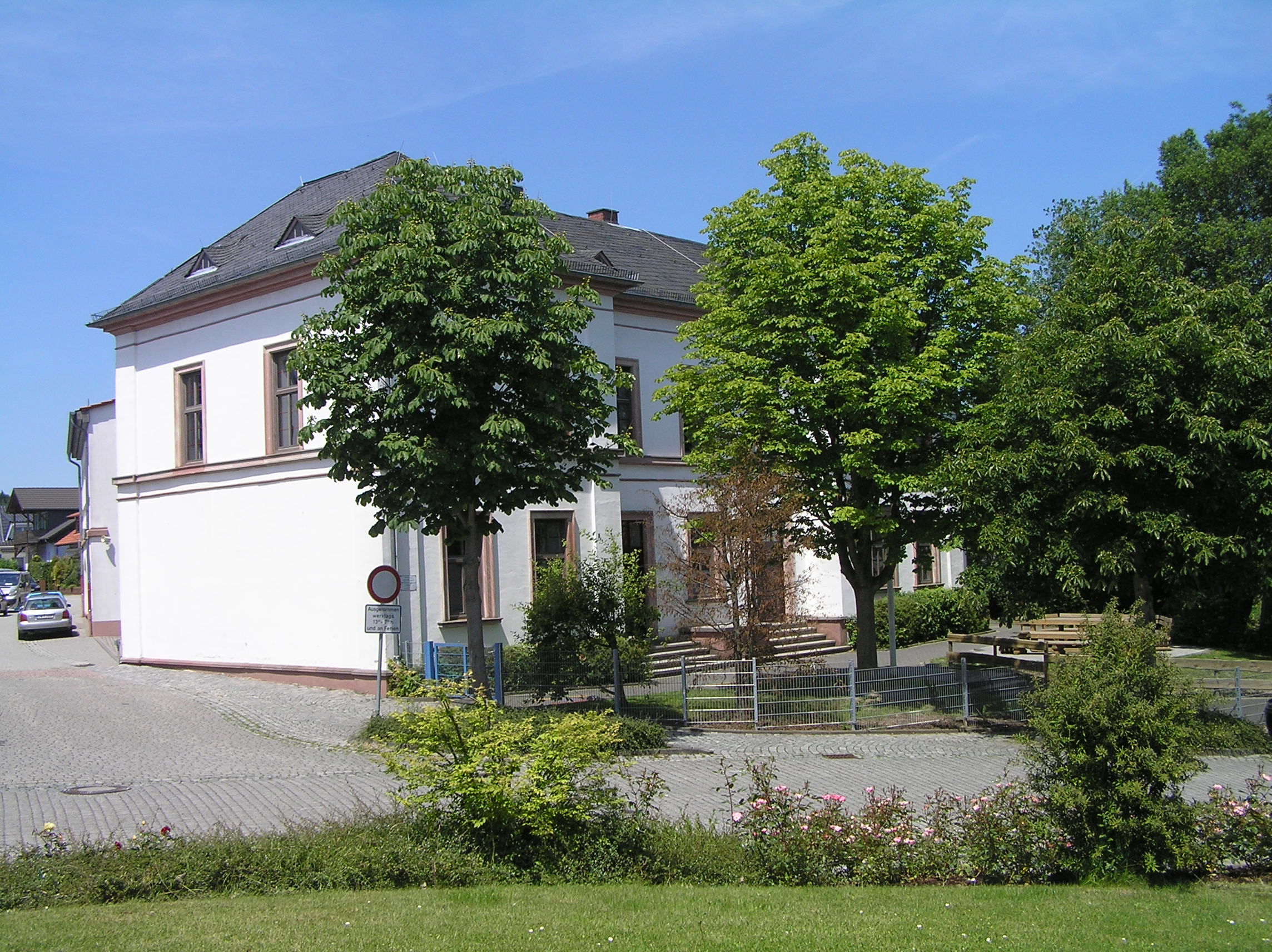
Altbau der Schule
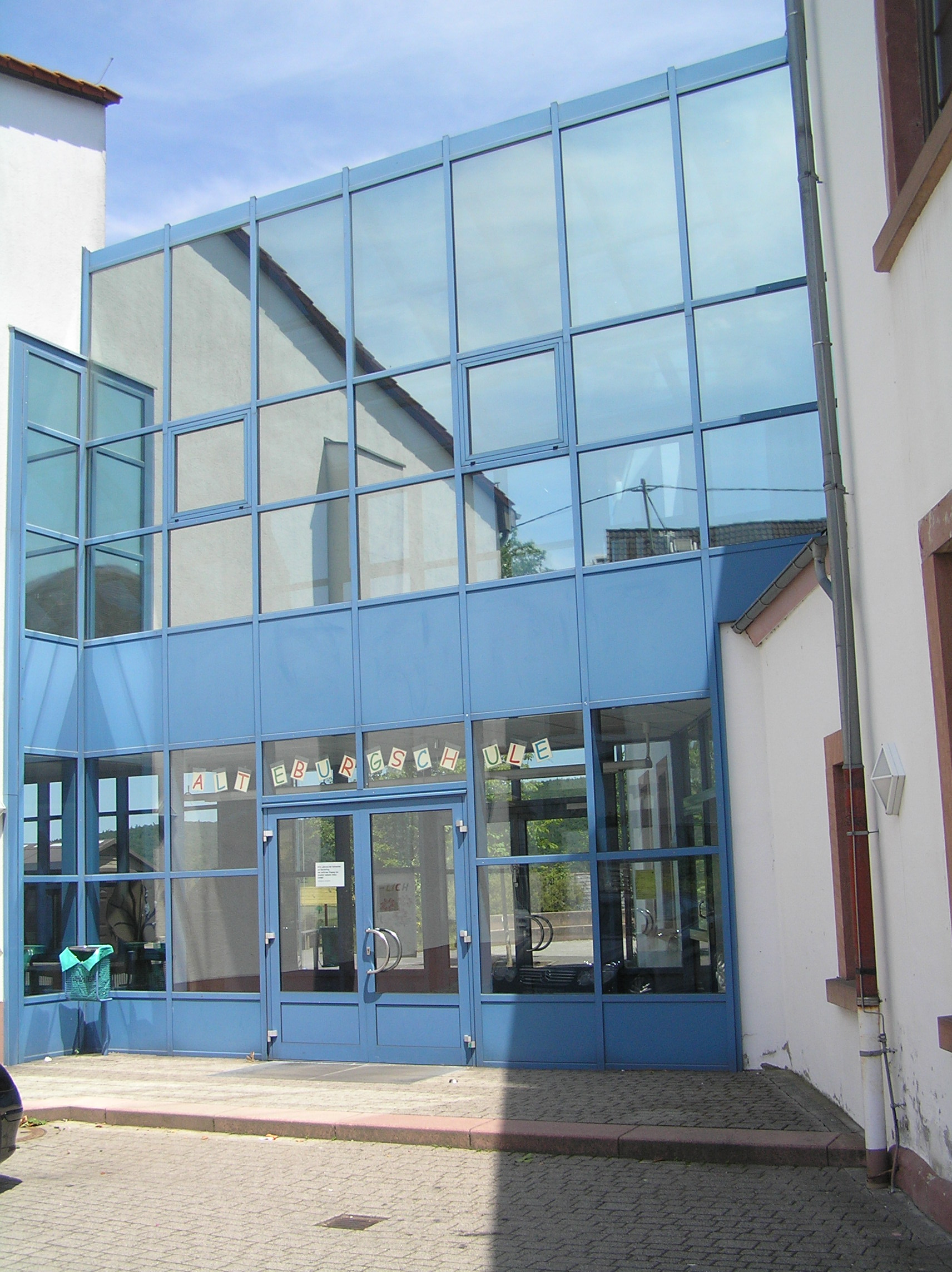
Eingang zum Neubau

## Persönlichkeiten
- Rudolf Dauber (1899–1980), Politiker und Landtagsabgeordneter in Rheinland-Pfalz
- Willi Mohr, Heftricher Bürgermeister von 1952 bis zur Eingliederung in die Stadt Idstein 1971, Namenspatron der Willi-Mohr-Halle
- Johann Martin Wenck (1704–1761), Pädagoge
- Cäcilie Zeitlose Wicht (1626–1676), Tochter des verstorbenen Pfarrers Johann Wendelin Rhod zu Dachsenhausen, Frau des Pfarrers Johannes Wicht aus Heftrich, letztes Heftricher Hinrichtungsopfer der Hexenverfolgung in Idstein 1676.[12]
- Andreas Hornig (* 1980), ehemaliger Basketball Profisportler